# El Gili
El Gili és una obra del municipi de Sant Julià de Vilatorta (Osona) inclosa en l'Inventari del Patrimoni Arquitectònic de Catalunya.

## Descripció
Es tracta d'una masia de planta més o menys quadrada (12x13mts) i coberta a tres vessants. Es troba assentada damunt la pedra viva dalt d'una serradet. La façana es troba orientada a migdia, el carener li és paral·lel i consta de planta baixa i dos pisos. A la planta s'hi obre un portal rectangular i dues finestres una de les quals es troba tapiada, al primer pis i tres obertures amb els ampits motllurats en el segon pis. A la part dreta del portal hi ha un antic pujador de cavalls. A llevant s'hi adossa el forn i una cisterna i s'hi obren espieres i una finestra de factura gòtica. A tramuntana finestres amb ampit i un cobert de totxo adossat a la planta i cobert a una vessant. També s'hi obren unes galeries de construcció recent. Davant la façana hi ha uns cossos allargats, coberts a una vessant i amb la llinda datada. Al NW hi ha un clos de paret seca amb portal amb llinda de pedra que tanca l'hort. Són notables els elements de pedra. La part nord sembla inacabada i segons consten els seus estadants, quan s'estava reconstruint el propietari va morir mentre es dinamitava el terreny que s'havia d'edificar.
Existeix una cabana de planta quadrada (7mx7m), coberta a dues vessants amb el carener perpendicular a la façana, situada a migdia. Està construïda en el queixal d'una pedrera a llevant de la casa.
Consta de planta baixa i primer pis. El teulat se sosté mitjançant un gran cavall travesser de roure. La part nord és més baixa i està adossada damunt el desnivell. A llevant hi ha una escaleta que dona accés al primer pis. A la part est de la façana hi ha un cairó de terrissa datat. La part de ponent és gairebé cega.
És construïda amb pedra basta, paret seca i arrebossat al damunt.

## Història
La masia es troba enregistrada en el fogatge de 1553 de la parròquia i terme de Vilalleons, aleshores habitava al mas un tal Joan Gili. La masia havia format part del patrimoni de l'antic mas el Puigsec. Dades constructives que presenta: coberts davant la façana 1881 i cos adossat a ponent del 1846.
La història de la cabana va unida a la del mas. El cairó del mur del migdia duu la data de 1669.